# Sun Caiyun
Dans ce nom chinois, le nom de famille, Sun, précède le nom personnel.
Pour les articles homonymes, voir Sun.
Sun Caiyun (en chinois : 孙彩云; née le 21 juillet 1973 à Shenzhen) est une athlète chinoise spécialiste du saut à la perche. 
Elle est la première détentrice du record du monde du saut à la perche, avec 4,05 m.

## Biographie
Le 21 mai 1992 à Nankin, Sun Caiyun établit le premier record du monde du saut à la perche féminin en sautant 4,05 m. Elle améliore cette marque le 18 mai 1995 à Taiyuan en franchissant 4,08 m comme sa compatriote Zhong Guiqing. Trois jours plus tard, Daniela Bártová s'empare du record en franchissant 4,10 m à Ljubljana.

### Palmarès
| Date | Compétition                    | Lieu              | Résultat | Performance |
| ---- | ------------------------------ | ----------------- | -------- | ----------- |
| 1994 | Goodwill Games                 | Saint-Pétersbourg | 1re      | 4,00 m      |
| 1997 | Championnats du monde en salle | Paris-Bercy       | 4e       | 4,20 m      |

### Records
| Épreuve          | Épreuve   | Performance | Lieu    | Date            |
| ---------------- | --------- | ----------- | ------- | --------------- |
| Saut à la perche | Salle     | 4,28 m      | Tianjin | 27 février 1996 |
| Saut à la perche | Plein air | 4,25 m      | Nankin  | 5 mai 1996      |